# Piz d’Agnel
Der Piz d’Agnel ⓘ (zu rätoromanisch im Idiom Puter agnè, pl. agnels für ‚Lamm‘) ist ein Berg nordöstlich von Bivio und westlich von St. Moritz im Kanton Graubünden in der Schweiz mit einer Höhe von 3204 m ü. M. Er wird vor allem im Winter oft vom Julierpass oder von der Jenatschhütte aus bestiegen.
Der Hauptgipfel ist eine schlanke, nach Osten steil abfallende Felspyramide mit einem breiten Nordwestkamm. Im Osten reihen sich drei weitere, auf der Landeskarte nicht kotierte Gipfel an. Der Südgrat verläuft bis zum Piz Campagnung. Auch dort befinden sich zwei nicht kotierte Gipfel.

## Lage und Umgebung

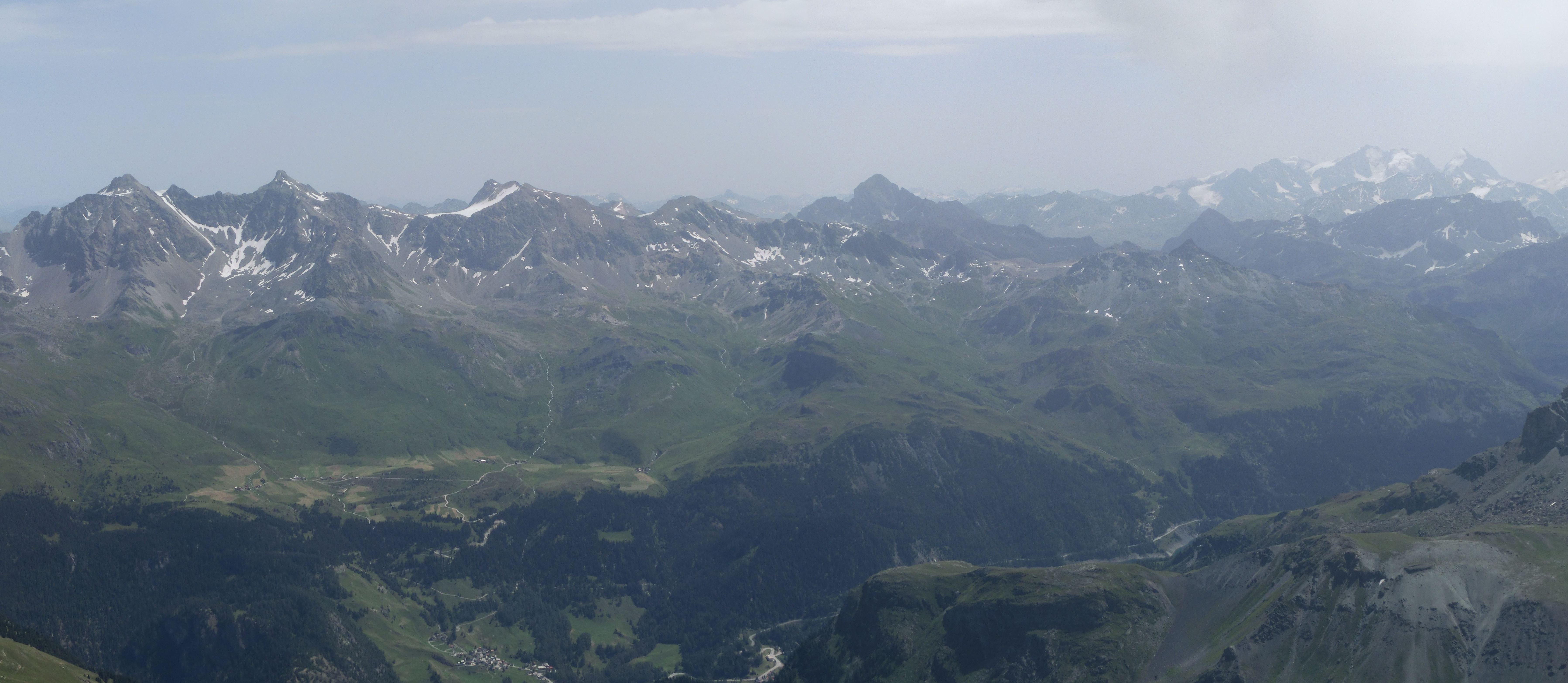
Err-Gebiet mit (vlnr) Piz d’Err, Piz Calderas, Tschima da Flix, Piz d’Agnel, Piz Julier (im Hintergrund), Piz Campagnung und Piz Neir, aufgenommen von Piz Forbesch.

Der Piz d’Agnel gehört zum Err-Gebiet, einer Untergruppe der Albula-Alpen. Über den Gipfel verläuft die Gemeindegrenze zwischen Surses und Bever. Der Piz d’Agnel wird im Westen durch die Val Savriez, im Südwesten durch die Val da Natons, im Südosten durch die Val d’Agnel und im Nordosten durch die Val da Bever eingefasst.
Zu den Nachbargipfeln gehören die Tschima da Flix und der Piz Picuogl im Norden, der Piz Surgonda im Osten sowie Piz Bardella, Piz Campagnung und Piz Neir im Süden.
Auf der Nordostflanke besitzt der Piz d’Agnel einen Gletscher, den Vadret d’Agnel.
Talorte sind Bivio, Marmorera und Sur. Häufige Ausgangspunkte sind der Julierpass und die Jenatschhütte.

## Routen zum Gipfel

### Sommerrouten

#### Über den Nordwesthang
- Ausgangspunkt: Tigias (1975 m), Jenatschhütte (2652 m) oder Julierpassstrasse (2200 m)
- Via: Fuorcla da Flix (3065 m)

1. Von Tigias südlich von Ava dallas Tigias, an den zwei Tümpeln (2547 m und 2540 m) vorbei zum Sattel im Westgrat des Piz d’Agnel (P. 2741), dann zuerst über den Kamm, später gegen Nordosten zur Fuorcla da Flix
2. Von der Jenatschhütte zuerst auf dem Weg zur Fuorcla d’Agnel bis auf das Vorfeld des Vadret d’Agnel. Dann durch das Moränentälchen und über Firn zur Fuorcla da Flix
3. Von der Julierpassstrasse durch die Val d’Agnel zur Fuorcla d’Agnel, dann mit wenig Höhenverlust über den Nordhang des Piz d’Agnel-Ostgrates in das Moränentälchen queren und nun zur Fuorcla da Flix

- Schwierigkeit: L (EB von der Fuorcla da Flix)
- Zeitaufwand:

1. 3½ Stunden von Tigias
2. 2 Stunden von der Jenatschhütte
3. 3½ Stunden von der Julierpassstrasse

- Bemerkung: Erstbesteigung durch Ludwig Theobald im August 1861

#### Über den Ostgrat
- Ausgangspunkt: Jenatschhütte (2652 m) oder Julierpassstrasse (2200 m)
- Via: Fuorcla d’Agnel
- Schwierigkeit: ZS
- Zeitaufwand: 4½ Stunden von der Jenatschhütte oder 6 Stunden von der Julierpassstrasse (3½ Stunden von der Fuorcla d’Agnel)
- Bemerkung: Kein solider Fels

#### Über den Südgrat
- Ausgangspunkt: Piz Campagnung (2826 m)
- Via: P. 3001
- Schwierigkeit: ZS
- Zeitaufwand: 2½ Stunden vom Piz Campagnung
- Bemerkung: Routen und Dauer zum Piz Campagnung siehe im Artikel Piz Campagnung.

### Winterrouten

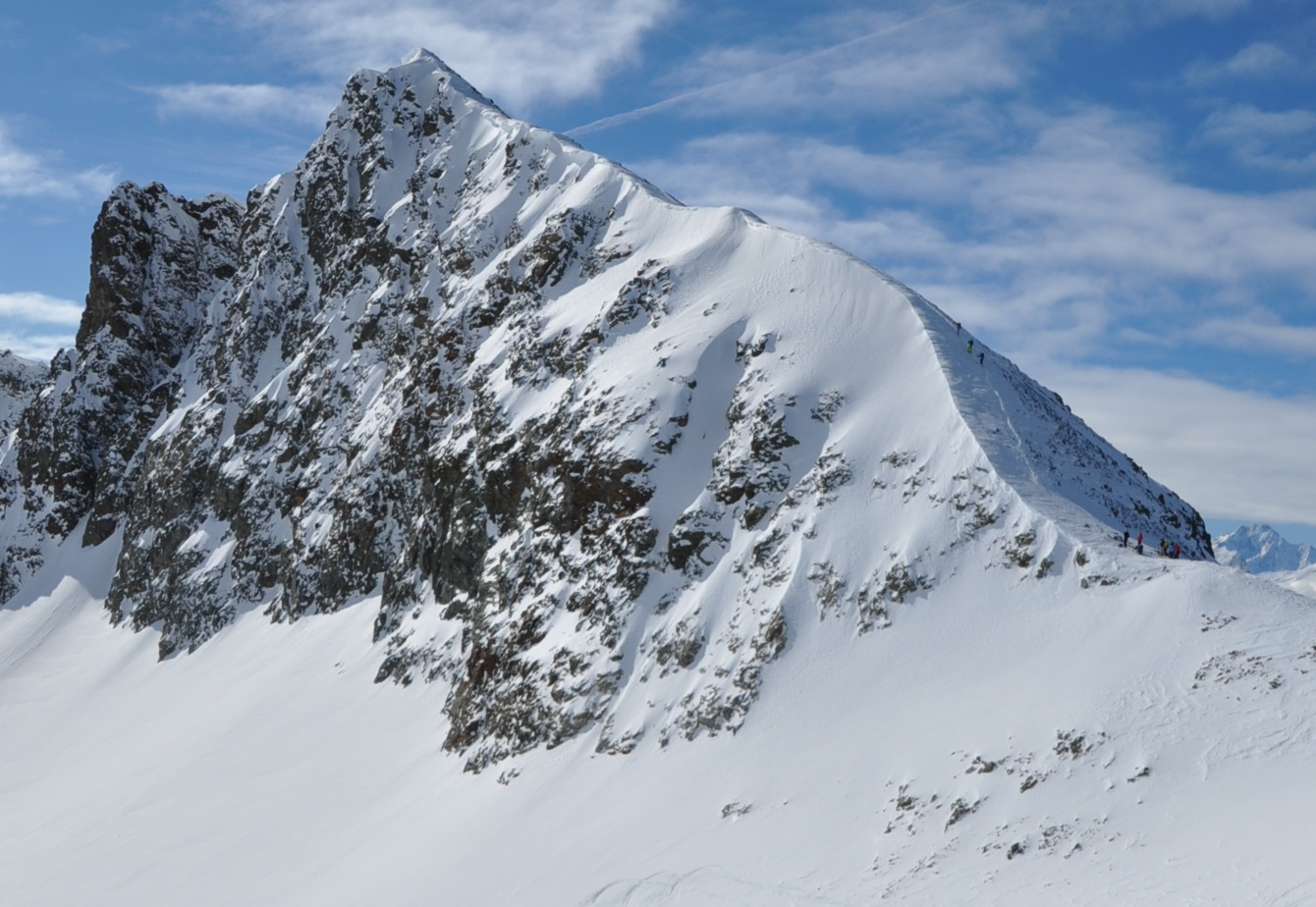
Der Nordwestgrat des Piz d’Agnel. Die nach Norden ausladenden Wächten sind zu beachten.

#### Von der Jenatschhütte
- Ausgangspunkt: Jenatschhütte (2652 m)
- Via: Bei sicheren Verhältnissen via Sommerweg, sonst kurze Abfahrt zum P. 2487 und jenseits hinauf zur Fuorcla da Flix (3065 m), dann über den Westhang oder ohne Ski über den Nordwestgrat zum Gipfel (die nach Norden ausladenden Wächten beachten).
- Expositionen: NW
- Schwierigkeit: WS+
- Zeitaufwand: 2 Stunden

#### Von der Julierpassstrasse
- Ausgangspunkt: Julierpassstrasse (2200 m)
- Via: Val d’Agnel, Fuorcla d’Agnel (2983 m), Vadret d’Agnel, Fuorcla da Flix (3065 m), dann über den Westhang oder ohne Ski über den Nordwestgrat zum Gipfel (die nach Norden ausladenden Wächten beachten).
- Expositionen: N, S
- Schwierigkeit: WS+
- Zeitaufwand: 3½ Stunden

#### Abfahrt nach Bivio oder Marmorera
- Ziel: Bivio (1769 m) oder Marmorera (1708 m)
- Via: Fuorcla da Flix (3065 m), Val da Natons, Alp Natons
- Expositionen: SW
- Schwierigkeit: ZS
- Bemerkung: Nur bei sicheren Verhältnissen, besonders die Lawinengefahr im Val da Natons durch die Sonneneinstrahlung ist zu beachten. Schutzgebiet bei Stalveder.

## Galerie

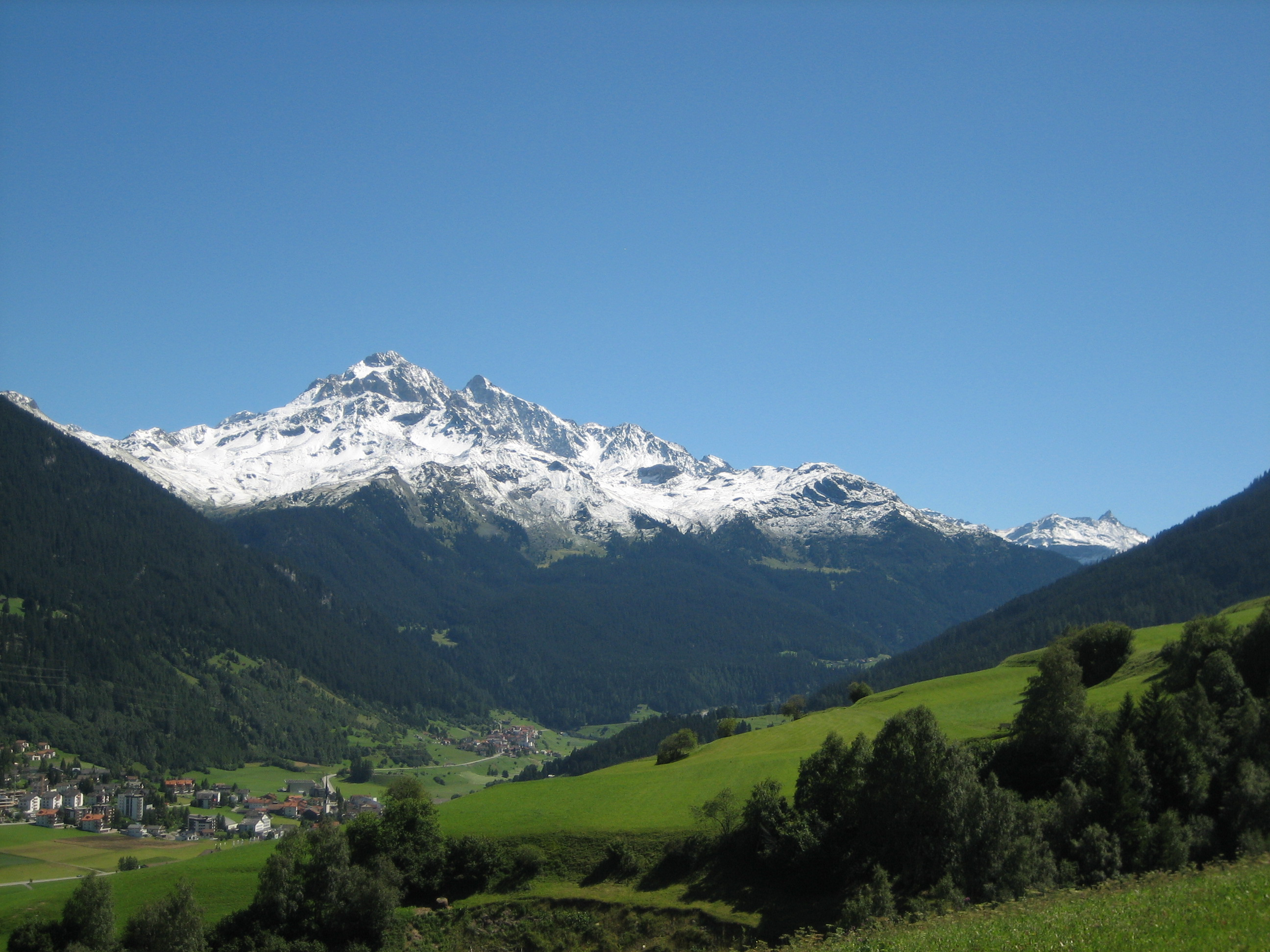
(vlnr.) Piz d’Err, Piz Calderas, Tschima da Flix, Piz d’Agnel (knapp über dem Grat) und Piz Neir, aufgenommen zwischen Riom und Parsonz.
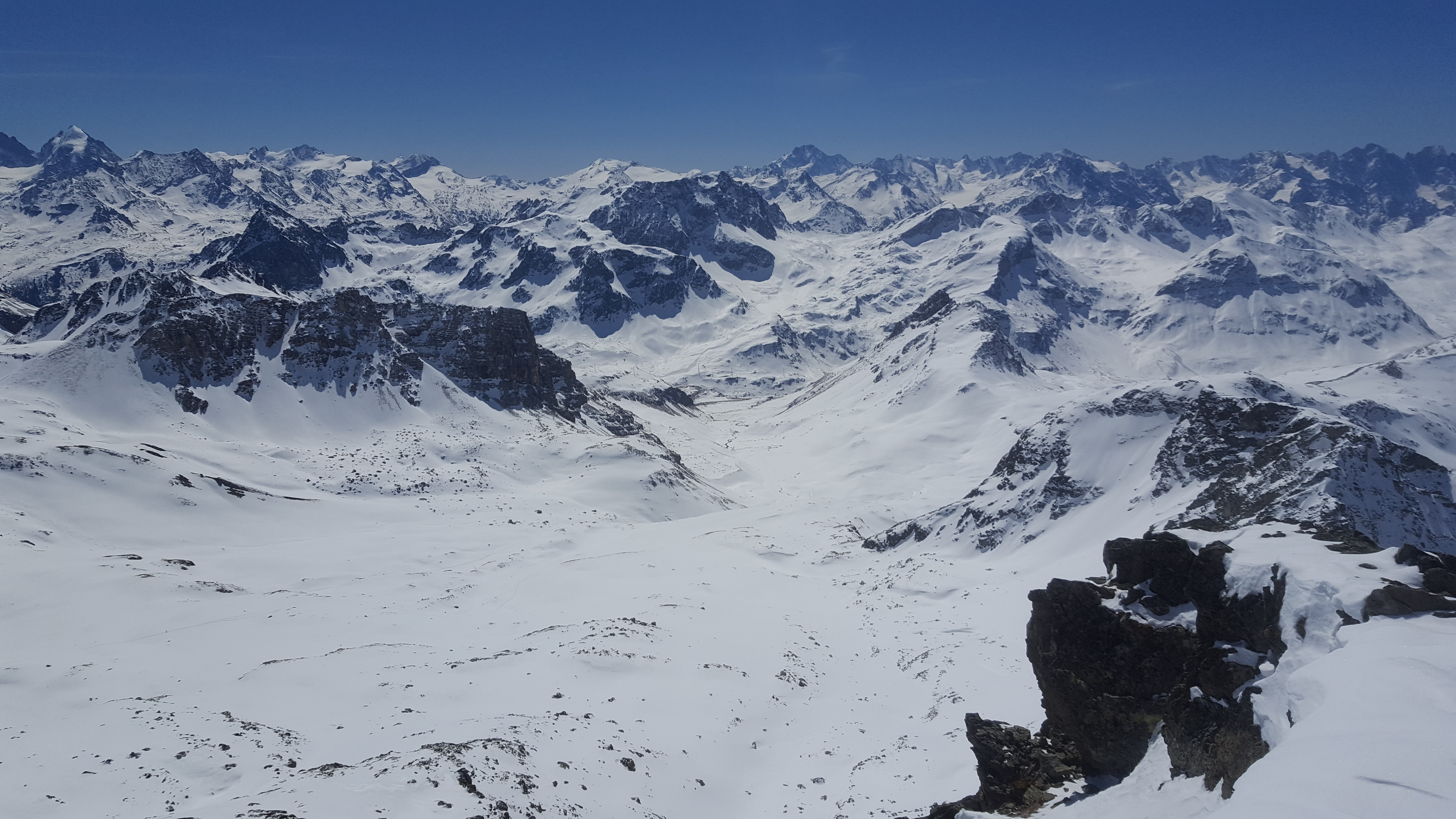
Blick nach Süden durch die Val d’Agnel zur Julierpassstrasse.
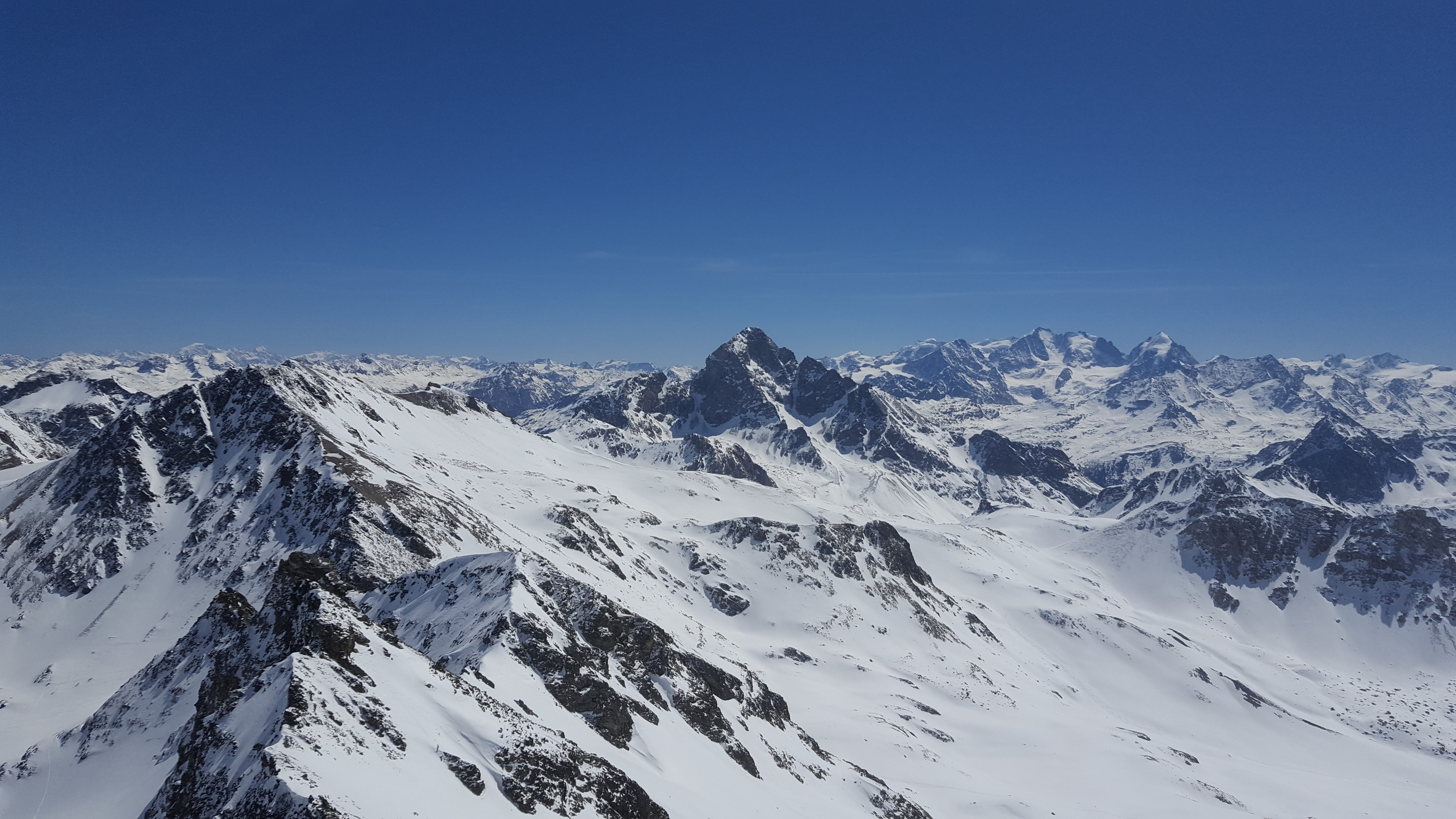
Blick nach Südosten zu (vlnr.) Piz Surgonda, Piz Julier und die Berninagruppe.
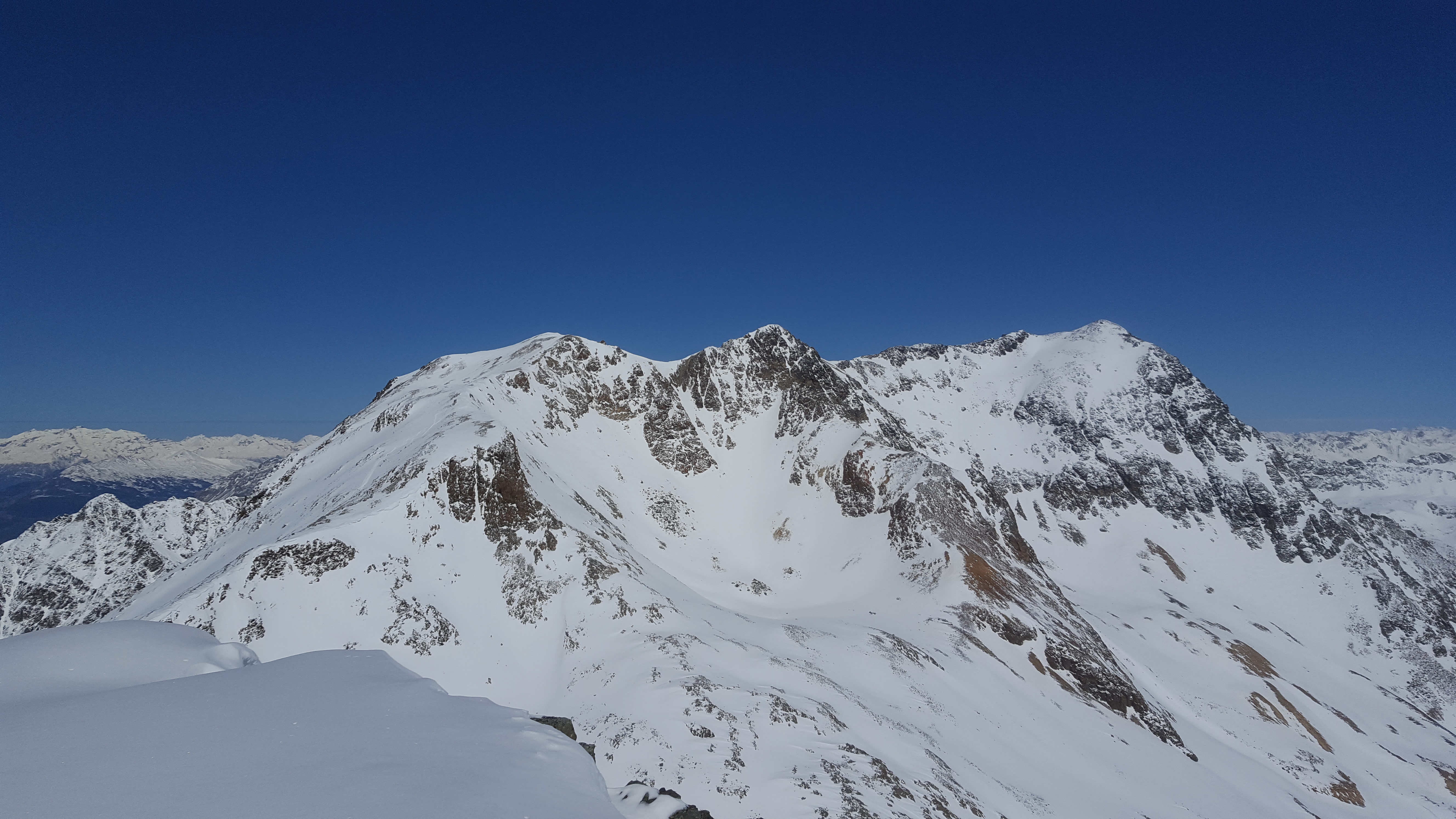
Blick nach Norden zur Tschima da Flix (links) und Piz Picuogl (rechts).